# Roland Lwowitsch Dobruschin

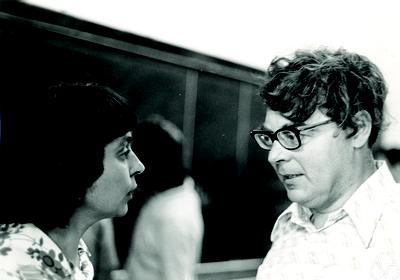
Roland Dobrushin und Elena Sinai-Vul

Roland Lwowitsch Dobruschin (russisch Роланд Львович Добрушин, englisch Roland Lvovich Dobrushin; * 20. Juli 1929 in Leningrad; † 12. November 1995 in Moskau) war ein russischer Mathematiker, der sich vor allem mit Wahrscheinlichkeitstheorie, Informationstheorie und statistischer Mechanik beschäftigte.

## Leben
Roland Dobruschin zog nach dem Tod des Vaters 1935 mit seiner Mutter von Leningrad nach Moskau. Seine Mutter verlor er ebenfalls noch im Zweiten Weltkrieg  und wuchs bei Verwandten auf. Ab 1947 studierte an der Fakultät für Mathematik und Mechanik (Mekh-Mat) der Lomonossow-Universität, wo er unter anderem Wahrscheinlichkeitstheorie bei Eugene Dynkin hörte und 1952 seinen Abschluss machte. Danach begann er ein Promotionsstudium bei Andrei Kolmogorow, was damals noch auf Schwierigkeiten stieß, da er Jude war (seine Eltern kamen zusätzlich aus Deutschland). 1955 promovierte er (Kandidatentitel) bei Kolmogorow (Der lokale Grenzwertsatz für Markowketten) und lehrte dann als Dozent am Mekh-Mat. Seine Habilitation wurde 1959 zunächst verhindert, nachdem er auf einem Treffen der Leitung der Mekh-Mat einem offiziellen Vorschlag der kommunistischen Partei widersprach. Er habilitierte sich 1961 an einer anderen Universität (Titel der Arbeit: Informationstheorie und Kodierung), blieb aber weiter ein Dissident, der z. B. Protestbriefe gegen Schauprozesse unterzeichnete. 1967 verließ er die Mekh-Mat und wurde Leiter des Labors für Kodierungstheorie am Institut für Probleme der Informationsübertragung (IITP) der Russischen Akademie der Wissenschaften in Moskau, wo er selbständiger und weniger von Parteistellen behindert arbeiten konnte. Hier versammelte er eine sehr aktive Gruppe von Mathematikern in einem mit Robert Adolfowitsch Minlos und Mark Semjonowitsch Pinsker geleiteten Seminar. Er hielt auch weiter Vorlesungen am Physikalisch-Technischen Institut über Informationstheorie und nahm an führender Stelle am Seminar über statistische Physik an der Mekh-Mat teil. Aufgrund seiner politischen Haltung (und seines jüdischen Hintergrunds) wurde er jedoch nie in die Akademie der Wissenschaften aufgenommen und durfte auch bis Ende der 1980er Jahre nicht ins westliche Ausland reisen. Nach der politischen Wende wurde er 1991 Professor. 1995 erkrankte er an Krebs. Nach seinem Tod wurde sein Labor am IITP nach ihm benannt.
Dobruschin war ein Schüler von Andrei Kolmogorow und einer der Hauptvertreter der russischen Schule der Wahrscheinlichkeitstheorie, als diese sich mehr den Anwendungen zuwandte, bei Dobruschin speziell der statistischen Mechanik (unendliche Teilchensysteme als Modell sehr großer endlicher, Gittermodelle wie das Ising-Modell, thermodynamischer Grenzübergang, Existenz von Phasenübergängen) und der Informationstheorie von Claude Shannon, wo er 1960 eine allgemeine Form von Shannons Theorem über die Grenzen der Informationsübertragung in gestörten Kanälen bewies, über Kodierungstheorie und die Theorie der Warteschlangennetze arbeitete. Er gab eine mathematisch strenge Definition des Gibbs-Zustandes in der statistischen Mechanik (DLR Zustand, für Dobrushin, Oscar Lanford, David Ruelle) und bewies damit (und mit einem Argument von Rudolf Peierls) die Existenz von Phasenübergängen im Ising-Modell.
Er war Mitglied der National Academy of Sciences der USA, seit 1982 Mitglied der American Academy of Arts and Sciences und seit 1995 Mitglied der Academia Europaea. 1990 war er Invited Speaker auf dem Internationalen Mathematikerkongress in Kyōto (Large deviation of Gibbsian fields).
Er war viermal verheiratet und hinterließ fünf Töchter.

## Dobruschin-Preis
Das Institut für Probleme der Informationsübertragung (IITP) verleiht seit 2008 jährlich (seit 2011 zweijährlich) einen mit 3000 Dollar dotierten Dobrushin International Award für Leistungen in den Forschungsgebieten von Dobruschin (Statistische Physik, Wahrscheinlichkeitstheorie, Informationstheorie, Mathematische und Computer-Linguistik). Preisträger waren bisher:
- 2008 Robert Adolfowitsch Minlos
- 2009 Jakow Grigorjewitsch Sinai
- 2010 Anna Vezhbitskaya (Computer-Linguistik)
- 2011 Grigori Alexandrowitsch Margulis
- 2013 Imre Csiszár